# Bosnien och Hercegovinas herrlandslag i volleyboll
Bosnien och Hercegovinas herrlandslag i volleyboll representerar Bosnien och Hercegovina i volleyboll på herrsidan. Laget har deltagit i European Silver League.